# Кеньйон (Міннесота)
Кеньйон (англ. Kenyon) — місто (англ. city) в США, в окрузі Гудг'ю штату Міннесота. Населення — 1894 особи (2020).

## Географія
Кеньйон розташований за координатами 44°16′21″ пн. ш. 92°59′11″ зх. д. / 44.27250° пн. ш. 92.98639° зх. д. (44.272551, -92.986400).  За даними Бюро перепису населення США в 2010 році місто мало площу 6,08 км², з яких 6,05 км² — суходіл та 0,03 км² — водойми.

## Демографія
Згідно з переписом 2010 року, у місті мешкало 1815 осіб у 755 домогосподарствах у складі 465 родин. Густота населення становила 299 осіб/км².  Було 841 помешкання (138/км²).
Расовий склад населення:
| - 94,9 % — білих - 0,2 % — корінних американців - 0,2 % — чорних або афроамериканців - 0,2 % — азіатів - 3,8 % — осіб інших рас |

До двох чи більше рас належало 0,8 %. Частка іспаномовних становила 8,7 % від усіх жителів.
За віковим діапазоном населення розподілялося таким чином: 23,7 % — особи молодші 18 років, 55,7 % — особи у віці 18—64 років, 20,6 % — особи у віці 65 років та старші. Медіана віку мешканця становила 41,3 року. На 100 осіб жіночої статі у місті припадало 97,5 чоловіків;  на 100 жінок у віці від 18 років та старших — 93,8 чоловіків також старших 18 років.
Середній дохід на одне домашнє господарство  становив 58 948 доларів США (медіана — 52 988), а середній дохід на одну сім'ю — 73 447 доларів (медіана — 66 563). Медіана доходів становила 45 063 долари для чоловіків та 33 068 доларів для жінок. За межею бідності перебувало 6,6 % осіб, у тому числі 9,2 % дітей у віці до 18 років та 8,9 % осіб у віці 65 років та старших.
Цивільне працевлаштоване населення становило 900 осіб. Основні галузі зайнятості: освіта, охорона здоров'я та соціальна допомога — 23,9 %, виробництво — 17,9 %, роздрібна торгівля — 15,7 %.